# Phreatodytes sublimbatus
Phreatodytes sublimbatus is een keversoort uit de familie diksprietwaterkevers (Noteridae). De wetenschappelijke naam van de soort werd in 1996 gepubliceerd door Uéno.